# Flora of West Tropical Africa
Flora of West Tropical Africa (abreviado Fl. W. Trop. Afr.), (Flora del África tropical occidental) es un libro de referencia ilustrado y con descripciones que recoge las especies en las colonias británicas, portuguesas y francesas, el Camerún británico y el estado de Liberia. Escrito conjuntamente por John Hutchinson y John McEwan Dalziel miembros del personal del herbario de los jardines de Kew, fue publicado en dos volúmenes, el primero en 1927 y el segundo en 1936.